# Lowrys
Lowrys is een plaats (town) in de Amerikaanse staat South Carolina, en valt bestuurlijk gezien onder Chester County.

## Demografie
Bij de volkstelling in 2000 werd het aantal inwoners vastgesteld op 207.
In 2006 is het aantal inwoners door het United States Census Bureau geschat op 199, een daling van 8 (-3,9%).

## Geografie
Volgens het United States Census Bureau beslaat de plaats een oppervlakte van
8,2 km², geheel bestaande uit land. Lowrys ligt op ongeveer 204 m boven zeeniveau.

## Plaatsen in de nabije omgeving
De onderstaande figuur toont nabijgelegen plaatsen in een straal van 20 km rond Lowrys.